# Ебла
Ебла (днешен Тел-Мардих) е древен семитски търговски град-държава, намирал се в Древна Сирия.

## История

### Основаване
Основан е в средата на 3 хилядолетие пр.н.е., около 2500 г. пр.н.е. Бил е разположен на запад от р. Ефрат в днешна Сирия, на 53 км югозападно от Халеб. Бил е сред най-старите цивилизации в Древна Сирия.

### Етнически състав
Древните еблаити били (западно)семити и се преселили в Сирия от Югоизточна Арабия в средата на 4 хилядолетие пр.н.е. Използвали шумеро-акадски клинопис. Еблаитите, т.е. жителите на града и страната, спадали към западносемитската група в разлика от източносемитите – съседните марийци, акадци и арамеи.

### Търговски и дипломатически отношения
Ебла бил доста голяма търговска сила и поддържал търговски отношения, посредничейки между древните шумерски градове в Долна Месопотамия и Древен Египет. Влиянието (а не владението) на Ебла в разцвета ѝ, се разпростирало от Мари на средното течение на Ефрат, до финикийския Библос на брега на Средиземно море. Ебла поддържал търговски и дипломатически отношения с Древен Египет, Шумер и Елам. Първият сериозен удар върху властта на царя на Ебла нанесъл акадския Саргон Велики през 23 век пр.н.е., а неговия внук Нарам-Суен най-накрая успява да подкопае мощта на Ебла и най-вероятно да присъедини голяма част от неговите владения към Акадската държава.

### Стопанство
Ебла в стопанско отношение бил селскостопански град-държава. Отглеждали се ечемик, пшеница, маслини, смокини, грозде и нарове, като се развивало и скотовъдството. Древният град произвеждал платове, ковели се метални изделия, произвеждали се зехтин, вино и бира.
Еблаитите внасяли злато, сребро, мед, калай, скъпоценни камъни, както и овце. Градът процъфтявал поради изключително изгодното си кръстопътно местоположение на извивката на плодородния полумесец, където се кръстосвали търговските пътища водещи към Персия, Мала Азия, Кипра в Шумер и Древен Египет. Ебла изнасял облекло и тъкани, различни занаятчийски произведения и зехтин.
Съседните по-малки градове били подчинени на Ебла, а града Мари, който отказал да се подчини бил подложен на военна кампания, след която на победения противник била наложена контрибуция в злато и сребро.

### Държавно устройство
Политическата история на Ебла не е добре проучена, но е известно, че страната се управлявала от олигархия на богати и влиятелни търговци. Държавният глава бил вожд-жрец и носил титлата „мелек“. Постът не бил наследствен, а бил мандатен. Важните държавни решения се вземали от съвет на старейшините. Градът се управлявал от администратори, назначени от мелека. Съществувала и военна длъжност на предводителя на Ебла – „лугал“.

### Език и образование
Клинописните текстове разкриват, че еблаитския език е протозападносемитски език или палеоханаански. Съхранили са се доста клинописни плочки на този език от втората половина на 3 хилядолетие пр.н.е. Еблаитския език има много общо с акадския, който е източносемитски. От акадския в еблаитския преминали опосредствено много шумерски изрази и думи.
За Ебла голямо значение имало образованието и то било закриляно. Подготовката на държавни служители била на ниво още през 3 хилядолетие преди Христа.

## Археологически разкопки
Археологическите разкопки на мястото на древния град започват през 1964 г. от италианска археологическа експедиция, водена от Паоло Матие. През 1974 г. археолозите откриват колосалния царски архив на Ебла, който е датиран от 3 хилядолетие преди Христа. През следващите 10 години, учените се борят да разчетат около 20 хил. глинени плочки и фрагменти. Архивът съдържа текстове на еблаитски и шумерски езици. Повечето от глинените плочки се съхраняват в музеите на Халеб и Дамаск в Сирия.
Един текст разкрива, че населението на този град-държава е било 260 000 души, от които 22 000 са живели в града. Разкопките потвърждават неговия разцвет през XXV век пр.н.е. Стените на града са побирали до 30 хиляди души. Друг надпис отбелязва, че царят на Ебла притежавал огромна област от маслинови дървета, чийто площ била около три и половина хиляди акра.
Еблаитският зикурат е построен към 2400 г. пр.н.е. от кирпич. Височината му била около 6 метра. Царят на Ебла се кичел със златни орнаменти. Ебла внасял лазурит чак от днешен Афганистан. При завладяването на Ебла от Саргон, се твърди в един надпис, че е предоставен на новия владетел на града от Даган. Градът е унищожен в периода 2236 – 2200 г. пр.н.е. от внука на Саргон, по чиято заповед градът е бил изгорен.
След около 250 години на територията заета преди това от Ебла се намират амореи, които издигат своя династия и храмове. Окончателният крах на Ебла настъпва в средата на 17 век пр.н.е., с настъплението на каситите, които нахлуват на територията на Месопотамия от съседния планински регион на Загрос.